# Montseny (bergstopp)
Montseny är en bergstopp i Spanien.   Den ligger i provinsen Província de Lleida och regionen Katalonien, i den nordöstra delen av landet, 500 km nordost om huvudstaden Madrid. Toppen på Montseny är 2 851 meter över havet, eller 208 meter över den omgivande terrängen. Bredden vid basen är 2,9 km.
Terrängen runt Montseny är bergig åt sydost, men åt nordväst är den kuperad. Runt Montseny är det glesbefolkat, med 16 invånare per kvadratkilometer. Närmaste större samhälle är Sort, 12,2 km sydost om Montseny. Trakten runt Montseny består i huvudsak av gräsmarker.